# Репелент-Патрол
Репелент-Патрол (рус. Реппелент-Патруль) је руски систем електронског ратовања специјализован за борбу против беспилотних летелица.

## Опис
Репелент својим сигналом омета готово све у свом домету дејства од 30 односно 20 km (зависно од верзије). Постоји стационирана и моблна варијанта овог систем. Систем је намењен за заштиту важних објеката, војних база и групација трупа од напада беспилотних летелица свих габарита. Систем нема ограничење по бројности циљева, односно може уништити све у зони дејства.
Представљен је на камионској, али и на шасији УАЗ Патриота.

## Корисници
Србија ће бити први инострани корисник овог система.